# Daihatsu Taft
Il Daihatsu Taft è un veicolo a quattro ruote motrici costruito dalla Daihatsu a partire dal 1974, commercializzato anche come Daihatsu Scat, venne sostituito nel 1984 dal Daihatsu Rocky.
Il primo Taft fu l'F10, introdotto nel 1974, era equipaggiato con un motore benzina a 4 cilindri in linea di 1000cm³ e da un cambio a 4 marce con riduttore. L'F10 era disponibile a passo corto in allestimento cabriolet oppure con hardtop. Intorno al 1977 l'F10 venne rimpiazzato dall'F20 che era equipaggiato da un motore 1600 cm³ sempre a benzina e contemporaneamente venne lanciata la versione con motore diesel 2500 cm³, denominata F50.
Nel 1979, venne commercializzata la versione da lavoro del Taft con pianale di carico al posteriore le cui sigle erano F25 per la benzina e F55 per la diesel. Nel 1983, venne introdotta la versione De Luxe dotata di cambio a 5 marce, e gli F50/F55 vennero rimpiazzati dall'F60/F65 munito di un motore diesel da 2800 cm³.
Nel periodo tra il 1981 e il 1984, la Toyota vendette il Blizzard, un Daihatsu Taft rimarchiato che montava un motore da 2200 cm³ Diesel, il Blizzard offriva  di serie le dotazioni del Taft De Luxe. Nel 1984 il Taft venne sostituito dal Daihatsu Rocky (conosciuto come Fourtrak in molte parti del mondo). In Indonesia, il Daihatsu Rocky è ancora oggi commercializzato come Daihatsu Taft GT.
In Italia i più diffusi furono i Taft F20 a causa delle alte imposte che sfavorivano l'acquisto di vetture alimentate a gasolio.